# Nicolás Rodríguez (actor)
Nicolás Rodríguez Menéndez (Madrid, 21 de enero de 1898-Ciudad de México, 26 de febrero de 1966) fue un actor mexicano de origen español, conocido por sus apariciones en películas de la Época de Oro del cine mexicano en breves participaciones. Apareció en películas tales como Bel Ami (1947), Rosenda (1948), Inmaculada (1950), Pura vida (1956), La mujer que no tuvo infancia (1957), Ochocientas leguas por el Amazonas (1959), Mi héroe (1965), y Santo, el Enmascarado de Plata vs. la invasión de los marcianos (1967), entre otras. En total, apareció en más de cien películas desde 1927 hasta 1967.

## Filmografía parcial
- La señorita de Trévelez (1936)
- Sierra de Teruel (1945)
- Cinco rostros de mujer (1947)
- Que Dios me perdone (1948)
- Rosenda (1948)
- Angelitos negros (1948)
- Calabacitas tiernas (1949)
- Las dos huerfanitas (1950)
- Mi querido capitán (1950)
- Inmaculada (1950)
- Doña Diabla (1950)
- Anillo de compromiso (1951)
- Mujeres sin mañana (1951)
- ¡Mátenme porque me muero! (1951)
- Crimen y castigo (1951)
- Las locuras de Tin-Tan (1952)
- El bello durmiente (1952)
- Las cariñosas (1953)
- Cuando me vaya (1954)
- La rosa blanca (1954)
- Los líos de Barba Azul (1955)
- El rey de México (1956)
- Los bandidos de Río Frío (1956)
- Pablo y Carolina (1957)
- La dulce enemiga (1957)
- La mujer que no tuvo infancia (1957)
- Los jóvenes (1961)
- Santo, el Enmascarado de Plata vs. la invasión de los marcianos (1967)